# Deževci
Deževci su naselje u Republici Hrvatskoj u Požeško-slavonskoj županiji, u sastavu općine Brestovac.

## Zemljopis
Deževci su smješteni oko 8 km zapadno od Brestovca, na cesti Požega - Pakrac. Susjedna sela su Pavlovci na jugu, Pasikovci na sjeveru i Rasna na sjeverozapadu.

## Stanovništvo
Prema popisu stanovništva iz 2011. godine Deževci su imali 157 stanovnika.
| broj stanovnika | 157   | 167   | 162   | 225   | 211   | 212   | 212   | 249   | 177   | 170   | 195   | 166   | 138   | 164   | 169   | 157   | 119   |
|                 | 1857. | 1869. | 1880. | 1890. | 1900. | 1910. | 1921. | 1931. | 1948. | 1953. | 1961. | 1971. | 1981. | 1991. | 2001. | 2011. | 2021. |